# Karabük
Karabük es una ciudad situada en el norte de Turquía y capital de la provincia de Karabük, a unos 200 km de Ankara. Cuenta con una población de 105.159 habitantes (2007).
La provincia de Karabük es una de las más nuevas de Turquía. Hasta 1995, pertenecía a la provincia de Zonguldak. 

## Economía
En Karabük se encuentra una de las mayores empresas productoras de acero de Turquía, Kardemir.
Además, cuenta con sus propios recursos de dolomita y piedra caliza, mientras que el carbón blanco y manganeso se trae desde Zonguldak y el hierro, de Divriği. Todo ello permite que la industria de Karabük, aunque sencilla, sea variada. Ésta incluye una batería de coque, altos hornos y una fundición. También existen plantas químicas que producen ácido sulfúrico y fosfatos. Cerca de la ciudad se encuentran las minas de carbón de Zonguldak. 